# Eleonora Marie ze Schwarzenbergu
Eleonora Marie ze Schwarzenbergu, rozená z Lichtenštejna (25. prosince 1812 Vídeň – 27. srpna 1873 Třeboň) byla česko-rakouská šlechtična, aristokratka u vídeňského dvora, mecenáška, která svou dobročinnost realizovala zejména v podobě podpory výstaveb nemocnic a vedením spolků na podporu dětí, tělesně postižených, bezdomovců i veteránů. Za svou charitativní činnost byla vyznamenána Mezinárodní radou žen. Věnovala se i architektuře a interiérovému designu.

## Život

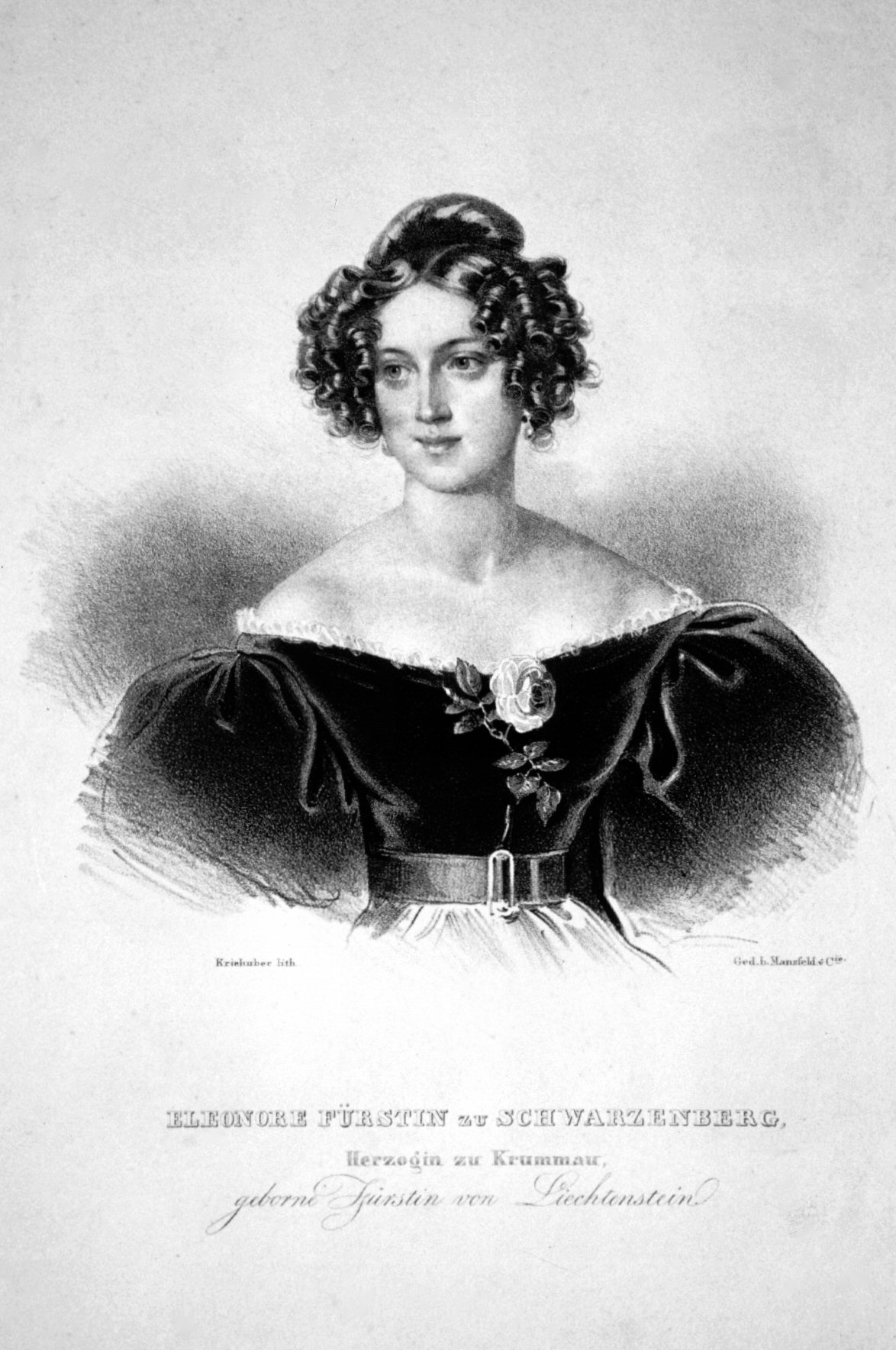
Eleonora Marie ze Schwarzenbergu, rozená z Lichtenštejnu

Eleonora Marie byla dcerou knížete Mořice Josefa z Lichtenštejna (1775–1819) a Leopoldiny rozené kněžny Esterházyové z Galanty (1788–1846). Její otec byl významný důstojník rakouské armády, který vyjednával s Napoleonem po bitvě u Ulmu, účastnil se bitvy u Slavkova i bitvy národů u Lipska. Po brzké smrti otce v roce 1819 měla Eleonora a její dvě sestry zajištěny odpovídající vzdělání typické pro tehdejší šlechtičny. Jeho součástí byly historie, hra na hudební nástroj, společenská konverzace, výuka cizích jazyků nebo kurzy výtvarného umění. Eleonora se nadchla pro historii, vedla si zápisník s chronologickou posloupností papežů, evropských panovníků, atd. Také ji zajímala krajinářská a zahradní architektura, stejně jako její matku, zároveň ale byly pro ni podnětem časté návštěvy zámků Esterházy a Lednice, kde v době jejího mládí byly budovány zahrady a parky v duchu romantismu. Dochoval se i její skicář s krajinnými a architektonickými prvky.

### Manželství
V roce 1829 požádal o ruku Eleonory Jan Adolf, budoucí vládnoucí kníže ze Schwarzenbergu. To bylo poměrně neobvyklé, dědici si většinou brali prvorozené dcery. Vzhledem k jeho postavení a rozsáhlým majetkům se jednalo pro Eleonoru o nejlepší možnou partii. Její matka se sňatkem souhlasila, později souhlasil i ženichův otec, zásnuby páru proběhly v prosinci 1829. Manželská smlouva byla potvrzena 17. května za přítomnosti nejen snoubenců a jejich nejbližších příbuzných, ale také za účasti vážených svědků – knížete Metternicha a knížete Jana I. z Lichtenštejna. 
Svatba proběhla 22. května v kostele svatého Michaela ve Vídni. Výdaje za svatební obřad hradila neobvykle rodina ženicha, oslavy a lidové slavnosti pro 230 000 schwarzenberských poddaných a divadelní představení pro obyvatele Krumlova a Třeboně se konaly až do září. I jitřní dar novomanžela byl velkorysý v podobě briliantových šperků za více než 11 000 zlatých. Jejich manželství je dle dostupných zdrojů hodnoceno jako šťastné a jejich vztah jako velmi intenzivní. Po skončení svatebních oslav se začala zabývat charitativními akcemi, angažovala se například v charitativních projektech. V roce 1831 spoluzakládala Hlavní spolek pro péči o děti ve Vídni, věnovala se rovněž reprezentačním záležitostem, byla jmenována dvorní dámou české královny a rakouské císařovny Karolíny Augusty Bavorské a přijata do habsburského  domácího dámského Řádu hvězdového kříže.

##### Děti
Následně se jí narodil v roce 1832  syn Adolf Josef, jenž se stal dědicem knížecího majetku. Za rok nato kněžna porodila dceru Marii Leopoldinu. Třetí dítě, syn Walter Prosper se jí narodil v roce 1839 po cestě knížecího páru do Británie v rámci diplomatických povinností spojených s účastí na korunovaci královny Viktorie. Dostal zřejmě jméno po spisovateli Walteru Scottovi. 
Během cesty po Británii měli také manželé příležitost si prohlédnout několik sídel přestavěných v historizujících slozích a načerpali tak inspiraci pro plánovanou přestavbu zámku Hluboká. Syn Walter Prosper zemřel těsně před druhými narozeninami zřejmě následkem úrazu do hlavičky. Kněžna Eleonora se poté několik let neobjevovala na veřejnosti, četla knihy a truchlila. Další její zájmy o veřejný život se datují až rokem 1844, kdy se podílela na založení Spolku pro budování dětské nemocnice ve Vídni.